# 石川晴菜
石川 晴菜（いしかわ はるなIshikawa Haruna、1994年7月20日生まれ） は、日本のアルペンスキーヤーである。 金沢市出身。北照高等学校卒。
全国中学スキー回転で優勝、全国高校スキーで回転・大回転2冠、国体大回転での優勝などの経歴がある。
彼女は、2018年平昌オリンピックで女子の大回転に出場した。
2019年3月、現役引退を表明。

## 参照資料
1. 1 2  “石川晴菜「最高です」崖っぷちのスキー人生から五輪”. 日刊スポーツ (2017年12月28日). 2019年9月28日閲覧。
2. ↑  “Haruna Ishikawa”. Pyeongchang 2018. 2018年2月11日閲覧。
3. ↑  “石川）スキー女子大回転の石川晴菜選手が引退を報告”. (2019年3月31日) 2019年9月28日閲覧。